# 梅根·雅斯特拉布
梅根·雅斯特拉布（英語：Megan Jastrab，2002年1月29日—），美國單車運動員，她代表美國隊參加了日本舉行的2020年夏季奧林匹克運動會，並且在女子團體追逐賽上獲得銅牌。